# Taebla (rzeka)
Taebla (est. Taebla jõgi) – rzeka w prowincji Läänemaa w Estonii. Rzeka wypływa na zachód od miejscowości Risti w gminie Risti. Uchodzi do jeziora przybrzeżnego Saunja laht połączonego z Morzem Bałtyckim na wschód od Haapsalu. Ma długość 51 km i powierzchnię dorzecza 107 km².